# Винчестер 73
«Винчестер-73» (англ. «Winchester '73») — один из самых успешных вестернов классического Голливуда и первый вестерн с участием Джеймса Стюарта. Снят в 1950 году на студии Universal режиссёром Энтони Манном. Представляет собой подлинную «энциклопедию всех типических для вестерна ситуаций».

## Сюжет
Действие происходит в 1876 году. При въезде в Додж-Сити шериф Уайетт Эрп обезоруживает каждого прибывшего. Только по этой причине лихой Лин Макэдам не убивает гангстера по кличке Голландец, когда их пути пересекаются в местной таверне. Очевидно, что за стычкой в кабаке стоят годы острой вражды, однако причины её выясняются не сразу.
Шериф объявляет конкурс стрелков. Приз — винчестер 1873 года, новейшее на то время оружие, «винтовка, покорившая Запад». В остром противостоянии Макэдама и Голландца побеждает первый. За время фильма винтовка сменит ещё семь владельцев, странствуя по Дикому Западу. Постепенно за виртуозными переплетениями сюжета проступает

шекспировская трагедия мести, отцеубийства и братоубийства, которая до поры до времени размыта в восприятии зрителей и обретает фокус лишь в сцене финальной дуэли, когда два брата пытаются поразить друг друга пулями, рикошетящими от скал.— Михаил Трофименков

## В ролях
- Джеймс Стюарт — Лин Макэдам
- Шелли Уинтерс — Лола Мэннерс
- Дэн Дьюриа — Уэйко Джонни Дин
- Стивен Макнэлли — Голландец Генри Браун
- Миллард Митчелл — Фрэнки Уилсон
- Чарльз Дрейк — Стив Миллер
- Джон Макинтайр — Джо Ламонт
- Уилл Гир — Уайетт Эрп
- Джей С. Флиппен — сержант Уилкс
- Рок Хадсон — Молодой Бык
- Тони Кёртис — Доун
- Джон Александер — Джек Райкер
- Джеймс Бест — Крейтер
- Стив Броуди — Уэсли
- Эбнер Биберман — Латиго Минс

## Работа над фильмом
Изначально фильм должен был снимать на собственной студии Фриц Ланг. Ставка делалась на то, что это первый вестерн с участием Джеймса Стюарта, популярнейшего в то время актёра Америки. Ланг планировал сделать винтовку единственным источником пропитания для главного героя: в этом случае обладание оружием превращалось для него в вопрос жизни и смерти. Компания Universal, однако, отказалась финансировать проект независимой студии.
Фильм был запущен в производство только благодаря настойчивости Стюарта, который отказался от фиксированной зарплаты в обмен на процент от кассовых сборов, сам подобрал нового режиссёра и некоторых из актёров. Сценарий был переписан в плутовском ключе. Для актёрской карьеры Стюарта этот фильм стал переломным: публика впервые увидела «симпатягу Джимми» в состоянии одержимости насилием, близкой к психозу. В знаменитом фильме «Головокружение» Хичкок сделает ставку именно на эту сторону актёрского дарования Стюарта.
|  |  |  |  |

## Успех и его последствия
В прокате «Винчестер» имел большой успех, что стало неожиданностью для киномагнатов: после серии неудачных вестернов на жанре чуть было не поставили крест. Согласно контракту, подготовленному агентом Львом Вассерманом, исполнитель главной роли получил половину прибыли от проката. Этот фильм не только обеспечил финансовую независимость Стюарта на годы вперёд, но и навсегда изменил правила игры в Голливуде. Вдохновлённые этим прецедентом, многие звёзды первой величины стали соглашаться на участие в рискованных проектах в обмен на процент от кассовых сборов. Со временем такая практика стала нормой.
Решив использовать новый рецепт успеха, Манн и Стюарт с 1952 по 1955 гг. сделали ещё четыре вестерна, включая «Обнажённую шпору» (1953). Во всех пяти фильмах Стюарт играет человека, которому не даёт покоя прошлое. Режиссёрская манера строится на предельно эффектном использовании возможностей ландшафта, который в некоторых сценах, кажется, служит зеркалом психологического состояния главного героя.